# Ass (음반)
| 전문가 평가                   | 전문가 평가  |
| 평가 점수                     | 평가 점수    |
| 출처                          | 점수         |
| ----------------------------- | ------------ |
| AllMusic                      | [ 2 ]        |
| Encyclopedia of Popular Music | [ 3 ]        |
| Mojo                          | [ 4 ]        |
| Rolling Stone                 | (favourable) |
| Tom Hull                      | C+           |
| Uncut                         | [ 7 ]        |

《Ass》는 영국의 록 밴드 배드핑거의 다섯 번째 스튜디오 음반이자, 애플 레코드에서 발매된 마지막 음반이다. 오프닝 트랙인 〈Apple of My Eye〉는 밴드가 워너 브라더스 레코드와의 새로운 계약을 시작하기 위해 레이블을 떠나는 것을 의미한다.
먼 당근을 쫓는 당나귀의 모습을 보여주는 이 커버 아트는 애플에게 현혹당한 배드핑거의 감정을 암시한다. 이 커버는 나중에 레드 제플린 (《Physical Graffiti》)과 롤링 스톤스 (《Some Girls》, 《Tattoo You》)의 음반 커버를 만든 그래미 어워드를 수상한 아티스트 피터 코리스턴이 그렸다.

## 녹음 및 발매 지연
이 음반의 녹음은 《Straight Up》이 발매된 직후인 1972년에 시작되었지만, 《Ass》는 미국에서 1973년 11월 26일, 영국에서 1974년 3월 8일까지 발매되지 않았다. 이 음반은 원래 프로듀서 토드 룬드그렌이 두 곡만 녹음한 채 프로젝트를 떠난 후 밴드가 직접 음반을 제작하려고 시도했기 때문에 제작 품질 때문에 지연되었다. 음반의 첫 번째 버전이 레이블에 의해 거절된 후, 애플 엔지니어 크리스 토머스는 전체 녹음을 개선하고 새로운 트랙을 선택하기 위해 최초의 프로듀서로 고용되었다.
이 음반은 애플과 배드핑거의 경영진 사이에 출판 저작권에 대한 의견 충돌이 표면화되면서 더욱 지연되었다. 《Ass》의 수록곡 중 절반은 조이 몰랜드가 쓴 것이었다. 몰랜드는 아이비스에 있을 때 그러한 출판 계약을 체결한 세 명의 밴드 동료들과 달리 애플 뮤직과 출판 계약을 체결한 적이 없었다. 대신, 몰랜드는 배드핑거 음반에 선택된 그의 노래들의 개별 저작권을 제작 후 애플 뮤직에 할당했다. 배드핑거의 당시 매니저였던 스탠 폴리는 애플이 음반 발매를 막기 위해 몰랜드와 출판 계약을 체결하지 않은 것을 이용하려고 시도했고, 그는 몰랜드에게 어떤 개별적인 할당에도 동의하지 말라고 말했고, 몰랜드는 의무를 부과했다. 결국 폴리의 전략을 회피하기 위해, 《Ass》의 미국과 영국 음반 발매의 모든 노래에 대한 크레딧을 작성하는 것은 애플이 곡의 실제 저자가 아닌 "배드핑거"에게 돌렸다.

## 발매
《Ass》는 미국 빌보드 200에서 122위로 정점을 찍었다. 싱글 〈Apple of My Eye〉는 미국 《빌보드》의 버블링 언더 핫 100 차트에서 102위로 정점을 찍었다. 《Ass》의 발매로 워너 브라더스 레코드의 첫 번째 음반이 연기되었다. 이 음반이 애플 카탈로그에서 삭제된 후, 1970년대 미국 레코드 가게의 잘린 통에 대량으로 할인된 복사본이 많이 등장했다. 1990년대에 발매된 오리지널 CD 버전은 제한된 기간 동안 일부 국가(영국, 캐나다, 일본)에서만 재발매되었기 때문에 현재는 희귀하다. 이 음반은 2010년에 리마스터링되어 재발매되었다.

## 곡 목록
| #  | 제목                | 작사·작곡   | 재생 시간 |
| -- | ------------------- | ----------- | --------- |
| 1. | 〈Apple of My Eye〉 | 피트 햄     | 3:06      |
| 2. | 〈Get Away〉        | 조이 몰랜드 | 3:59      |
| 3. | 〈Icicles〉         | 몰랜드      | 2:32      |
| 4. | 〈The Winner〉      | 몰랜드      | 3:18      |
| 5. | 〈Blind Owl〉       | 톰 에번스   | 3:00      |

| #   | 제목               | 작사·작곡     | 재생 시간 |
| --- | ------------------ | ------------- | --------- |
| 6.  | 〈Constitution〉   | 에번스        | 2:58      |
| 7.  | 〈When I Say〉     | 에번스        | 3:05      |
| 8.  | 〈Cowboy〉         | 마이크 기빈스 | 2:37      |
| 9.  | 〈I Can Love You〉 | 몰랜드        | 3:33      |
| 10. | 〈Timeless〉       | 햄            | 7:39      |